# Симеон Столпник
Симео́н Сто́лпник (греч. Συμεών ὁ Στυλίτης; около 390 — 2 сентября 459) — сирийский христианский монах, основоположник новой формы аскезы — столпничества. Знаменит тем, что провёл на столпе 37 лет в посте и молитве, а также другими аскетическими подвигами. Был проповедником, согласно житию, получил от Бога дар исцелять душевные и телесные болезни, предвидеть будущее.
Почитается в лике преподобных в Православной (память 1 сентября по юлианскому календарю) и Католической (память 5 января) церквях.
Его следует отличать от преподобного Симеона Столпника Дивногорца († 596; память 24 мая), подвизавшегося также в окрестностях Антиохии Сирийской.

## Жизнеописание
Сведения о жизни Симеона Столпника сообщает Феодорит Кирский в книге «История боголюбцев». Родился в селении Сисан на границе Кирестики и Киликии в христианской семье Иоанна и святой Марфы Каппадокийской в детстве принял крещение. Услышав в храме чтение евангельских блаженств, Симеон попросил стоявшего рядом старца разъяснить их смысл и после его проповеди ушёл в пустынное место и начал свои аскетические подвиги. Житие сообщает, что, молясь Богу с просьбой указать ему путь ко спасению, Симеон получил видение, что он роет некий ров для здания, а голос призывает его копать всё глубже и глубже. После троекратного призыва копать голос сказал ему — «если хочешь строить здание, созидай, но трудись усердно, ибо без труда ни в чём не успеешь». После этого Симеон пришёл в один из монастырей, где семь дней лежал перед воротами и на восьмой был принят игуменом в число братии и в 18 лет принял монашеский постриг. В монастыре Симеон начал изнурять своё тело, что вызвало недоумение братии:

Симеон пошёл однажды к колодезю, чтобы почерпнуть воды. Взяв верёвку от черпала, очень жёсткую, сплетённую из пальмовых ветвей, он обвил ею себя по голому телу, начиная от бёдер до шеи, так крепко, что верёвка врезалась в тело. Прошло десять дней, и тело его загноилось от ран, а в ранах этих кишело множество червей. Братия стали жаловаться игумену:

— Откуда привёл ты к нам человека этого? Невозможно его терпеть: смрад от него исходит. Никто не может стоять рядом с ним. Когда он ходит, черви падают с него: постель его также полна червями.

Игумен расспросил Симеона и узнал, что тот носит власяницу, и сказал, что ему не следует в столь молодом возрасте так изнурять себя. С Симеона сняли власяницу, и его раны постепенно зажили, но братия продолжала замечать, что молодой монах изнуряет своё тело, и игумен велел Симеону уйти из монастыря.
Некоторое время он провёл в полном одиночестве, поселившись в безводном колодце. Однажды игумен увидел сон, что множество народа окружило его монастырь и стали требовать привести им Симеона, угрожая сжечь обитель. После этого он направил монахов на поиски Симеона, которые извлекли его из колодца и привели в монастырь. Однако вскоре он вновь покинул монастырь и поселился близ селения Таланиссы. Там он решил испытать себя сорокадневным постом, что сделал во время посещения селения епископом Вассом:

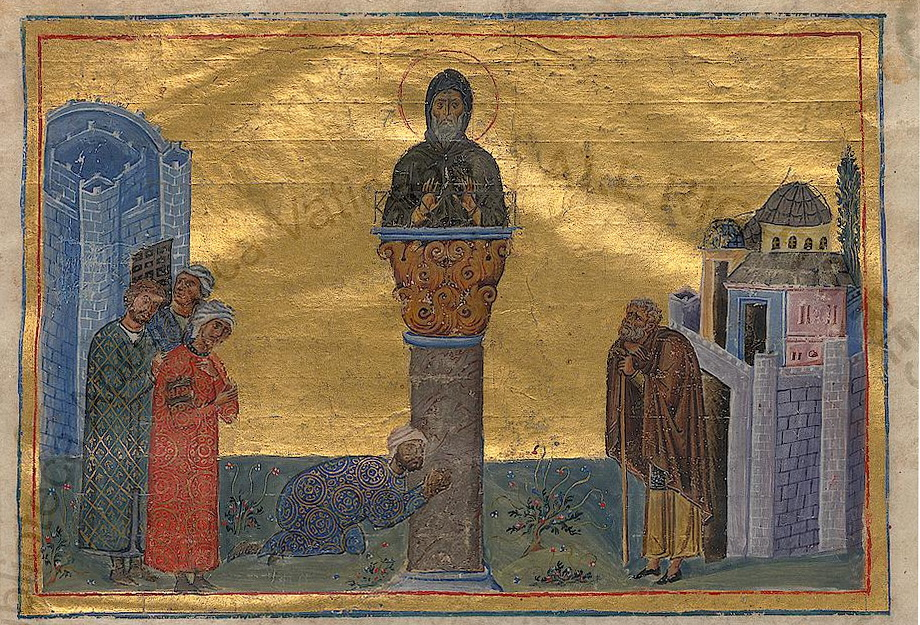
Симеон Столпник (миниатюра Минология Василия II)

…поставив в келии хлеб и воду, он загородил двери камнями и отправился в путь свой. Как только прошло сорок дней, он пришёл опять к преподобному и, раскидав камни, отворил двери и вошёл в келию. Здесь он увидел, что преподобный, как мёртвый, лежит на земле, а хлеб и вода нетронутыми стоят там же, где были поставлены: великий постник даже и не прикоснулся к ним. Взяв губку, Васс омыл и прохладил уста преподобного, и как только тот немного пришёл в себя, причастил его Божественных Таин. После этого Симеон подкрепил себя, приняв лёгкую пищу.

В 423 году Симеон избрал прославившую его форму подвижничества — уединяется на небольшой каменной площадке на вершине столба (башни) и проводит все свои дни в молитве и проповедях, которые произносит для многочисленных паломников.

Остатки столба, на котором стоял Симеон Столпник

Житие приписывает преподобному Симеону многочисленные чудотворения и предсказания будущего (например, предсказание Феодосию, основателю палестинского общежительного монашества, пастырского служения). Во время стояния на столпе, по словам жития, Симеон был искушаем дьяволом, который явился ему в образе ангела на огненной колеснице и сказал, что за свои подвиги Симеон подобно пророку Илии будет живым вознесён на небо. Симеон одной ногой уже собирался встать на колесницу, но осенил себя крестным знамением, и видение исчезло. Раскаявшись, Симеон год простоял на той ноге, которой хотел встать на колесницу. Житие сообщает, что дьявол поразил ту ногу язвой и «загнило на ноге тело, появилось множество червей, и по столпу на землю сочился из раны гной с червями. Один юноша по имени Антоний собирал червей, падающих на землю, и, по повелению святого страдальца, опять носил их к нему на столп. Святой же, перенося болезнь с великим терпением, как второй Иов, прикладывал червей к ране, говоря: „ешьте, что вам Бог послал“».
Император Феодосий II Младший очень уважал преподобного Симеона и часто следовал его советам. Когда император скончался, его вдова Евдокия стала покровительствовать монофизитам. Монофизиты не признавали во Христе две природы — Божескую и человеческую, а лишь одну Божескую. Преподобный Симеон направил Евдокию к проживавшему в Палестинской пустыне Евфимию Великому, известному подвижнику своего времени. Он «утешил Евдокию, убедил её в её заблуждениях и возвратил к православию».
Новый император Маркиан в одежде простолюдина тайно посещал преподобного и советовался с ним. По совету преподобного Симеона Маркиан созвал в Халкидоне IV Вселенский собор в 451 году, который осудил монофизитское учение. Первое житие Симеона Столпника составлено его учеником Антонием.
В житии святой Женевьевы Парижской содержится эпизод, рассказывающий о послании, направленном Геновефе святым Симеоном Столпником. Несмотря на 3000 километров, отделявших Паризии от Антиохии, он прослышал про неё и прислал ей послание с выражением восхищения её деятельностью.

## Последователи Симеона Столпника
Подвиги Симеона вдохновляли многих подвижников веры и благочестия, возникло новое направление христианской аскезы — столпничество. Первым его последователем стал Даниил, который по благословению Симеона повторил его подвижничество во Фракии. Из русских столпников наиболее известны Никита, Савва Вишерский и Серафим Саровский, который подражая Симеону, 1000 дней молился Богу стоя на камне.

## Память

### В кино
- Режиссёр-сюрреалист Луис Бунюэль снял о Симеоне Столпнике фильм-притчу «Симон-пустынник».

### Географические объекты
- Горы Симеона — горный массив, район и нахия в Сирии.